# Дряново (дем Кушница)
Вижте пояснителната страница за други значения на Дряново.
Дря̀ново или Дра̀ново (на гръцки: Χορτοκόπι, Хоротокопи, катаревуса: Χορτοκόπιον, Хоротокопион, до 1926 Δράνοβα, Дранова) е село в Гърция, дем Кушница, област Източна Македония и Тракия.

## География
Селото е разположено на 70 m надморска височина в източните склонове на планината Кушница (Пангео) на 3 километра западно от Правища (Елевтеруполи). Над селото, в старото село Горно Дряново е разположен манастирът „Света Богородица Кушнишка“.

## История
Селото е създадено през 60-те години. За пръв път е регистрирано в 1971 година с 393 жители.
| Година    | 1913 | 1920 | 1928 | 1940 | 1951 | 1961 | 1971 | 1981 | 1991 | 2001 | 2011 | 2021 |
| --------- | ---- | ---- | ---- | ---- | ---- | ---- | ---- | ---- | ---- | ---- | ---- | ---- |
| Население |      |      |      |      |      |      | 393  | 348  | 395  | 384  | 398  | 335  |